# Rodion Jakovlevič Malinovskij
Rodion Jakovlevič Malinovskij (in russo Родион Яковлевич Малиновский?; Odessa, 23 novembre 1898 – Mosca, 31 marzo 1967) è stato un generale e politico sovietico, maresciallo dell'Unione Sovietica e Ministro della difesa dell'URSS.
Dopo aver partecipato con valore come sottufficiale dell'Esercito imperiale russo alla prima guerra mondiale, prese parte alla Rivoluzione bolscevica e alla Guerra civile russa, arruolandosi dell'Armata Rossa. Ufficiale energico e preparato, partecipò alla Guerra civile spagnola e nella seconda guerra mondiale si dimostrò uno dei più abili e aggressivi generali sovietici, specialista soprattutto delle truppe corazzate, raggiungendo il grado di maresciallo e contribuendo alla vittoria sulla Germania nazista con l'avanzata delle sue forze fino a Bucarest, Budapest e Praga. Malinovskij prese parte anche alla rapida e brillante vittoria sul Giappone in Manciuria nell'agosto 1945.
Dopo la guerra continuò la carriera militare divenendo il principale consigliere militare e il ministro della difesa durante il periodo di potere di Nikita Sergeevič Chruščëv, divenendo un simbolo della potenza militare sovietica e mostrando sempre posizioni di rigida contrapposizione verso gli Stati Uniti; il maresciallo svolse un ruolo importante anche durante la Crisi dei missili di Cuba.

## Biografia
Malinovskij, nato ad Odessa, trascorse gran parte della giovinezza in campagna. Ebbe la prima esperienza militare durante la Grande Guerra quando combatté a soli 15 anni d'età come volontario sul fronte orientale. Nel 1916 fu inviato in Francia come membro del Corpo di spedizione russo sul Fronte occidentale. Malinovski operò a Fort Brion ove fu promosso per valore al grado di sergente. Ferito gravemente ad un braccio ricevette una decorazione militare da parte del governo francese. Con lo scoppio della rivoluzione russa del 1917 la Francia espulse le unità russe, ma offrì ad alcuni volontari l'opportunità di servire nella Legione straniera francese.
Malinovskij optò per quest'ultima soluzione combattendo contro i tedeschi fino alla fine della guerra, meritandosi la croce di guerra francese e la promozione a sottufficiale. Rimpatriato nel 1918 guadagnò i galloni combattendo in difesa della giovane Repubblica del Soviet, minacciata dagli eserciti stranieri. Solo più tardi entrò all'Accademia Militare Frunze, diplomandosi nel 1930. Fu inviato in Spagna, per portare aiuto alla Repubblica contro i reparti falangisti di Francisco Franco.
L'attacco hitleriano all'URSS trovò Rodion Malinovskij comandante di un'armata del fronte meridionale. Fu costretto alla dolorosa ritirata del 1941, mentre nella campagna dell'estate 1942 fu coinvolto in parte nella disastrosa Seconda battaglia di Char'kov e a luglio 1942 dovette battere in ritirata con le sue armate abbandonando l'importante città di Rostov. Malinovskij si prese la rivincita nella campagna d'inverno 1942-1943; fu tra i protagonisti della controffensiva di Stalingrado, al comando di un'armata di riserva che bloccò l'operazione Tempesta Invernale, quindi, al comando del Fronte Meridionale, fu il protagonista della riconquista di Rostov il 14 febbraio 1943.
Nell'estate-autunno 1943 il generale contribuì alla liberazione del Donbass occupato dalle truppe tedesche del Feldmaresciallo von Manstein, quindi prese parte alla grande battaglia del Dniper; le sue armate liberarono Zaporož'e il 14 ottobre 1943 e Dnepropetrovsk il 25 ottobre 1943. Nella primavera 1944, il 10 aprile, le truppe sovietiche entrarono, liberatrici, nella città natale di Malinovskij, Odessa.
In collaborazione con il generale Tolbuchin, sferrò poi l'attacco decisivo dirigendo l'Offensiva Iași-Chișinău, aprendosi la via per la Romania e l'Ungheria. Trasferito in Estremo Oriente, Malinovskij sferrò l'offensiva contro le truppe giapponesi in Manciuria e nella penisola del Kuantung. Nel 1956 gli fu affidato il comando centrale di tutte le forze di terra dell'URSS, in sostituzione di Konev. Nell'ottobre del 1957 divenne ministro della Difesa, dopo l'allontanamento del maresciallo Žukov. Sotto la sua direzione l'esercito sovietico si arricchì delle più moderne attrezzature belliche, dai missili di ogni tipo ai sommergibili a propulsione nucleare.